# Bad Abbach
Bad Abbach est un bourg de Bavière, située au bord du Danube, au sud de Ratisbonne. Bad Abbach possède des eaux thermales et un grand hôpital spécialisé au rhumatisme et à l'orthopédie faisant partie de la clinique universitaire de Ratisbonne.
C'est à Bad Abbach que naquit l'empereur Henri II.
C’est à Bad Abbach que les Français on vaincu les Autrichiens le 29 avril 1809

## Jumelage
Charbonnières-les-Bains (France)